# Penthetria longiventris
Plecia longiventris, Plecia superba
Espèce
Synonymes
- †Plecia longiventris Théobald, 1937
- †Plecia superba Théobald, 1937

Penthetria longiventris est une espèce fossile de mouches de la famille des Bibionidae (les « mouches de Saint-Marc » ou « mouches noires »).

## Classification
L'espèce Penthetria longiventris est publiée en 1937 par le paléontologue français Nicolas Théobald (1903-1981) dans sa thèse sous le protonyme Plecia longiventris,. 

### Fossiles
L'holotype Ni 7 et sa contre empreinte Ni 3, de l'ère Cénozoïque, et de l'époque Éocène (37,2 à 33,9 Ma) faisait partie de la collection du muséum de Nimes et vient du lieu-dit Les Fumades, dans la formation de Célas, dans le Gard.
Il a aussi un cotype C 74 de la collection du Muséum d'histoire naturelle de Marseille et venant de la formation de Célas dans le Gard.

### Reclassement
Cette espèce a initialement été classée dans le genre Plecia . Elle a été reclassée en 2017 par J. Skartveit et A. Nel dans le genre Penthetria.
Selon les synonymes actuellement référencés dans Paleobiology Database, il a aussi plusieurs autres paratypes concernant Plecia superba : C 72, C 73 et C 10 venant du Muséum de Marseille et du gisement de Célas,.

### Étymologie
L'épithète spécifique longiventris signifie en latin « à long ventre ».

## Description

### Caractères
Diagnose de Nicolas Théobald en 1937, :

« Bel insecte. Tête et thorax noirs. Abdomen brun, pattes brunes, ailes jaune-clair. Tête arrondie ; deux antennes cylindriques, se rétrécissant légèrement vers l'extrémité ; une dizaine d'articles courts et finement poilus, le dernier article un peu plus long que les précédents. Thorax ovale ; suture noto-pleurale très marquée, longitudinale ; les deux sutures sont parallèles et se réunissent à l'arrière par une suture transversale, formant ainsi une dépression en V. Pattes grêles, finement velues, cuisse légèrement renflée, tibias fins et longs avec éperon à l'extrémité, un éperon à la patte antérieure, deux éperons aux autres ; tarses à cinq articles dont le premier est le plus long, le dernier porte deux griffes. Ailes allongées, dépassant l'abdomen ; C marginale, s'étendant jusqu'au sommet de l'aile ; Sc parallèle à C, accolée à R, se termine dans C vers le tiers externe de l'aile ; R se rattache à C au delà du tiers externe, Rs se détache de la précédente vers le tiers interne, concave vers l'arrière, se dirige vers le sommet de l'aile, émet une branche antérieure fléchie et se raccordant à C; M divisée en deux branches, la branche antérieure se relie à Rs par une nervure transversale, formant une cellule RM fermée ; Cu sort de la base de l'aile, reliée à M par une nervure transversale ; une seule A. Abdomen brun ; huit segments bien distincts ; fine pilosité. Maximum de largeur au troisième segment, se rétrécit progressivement vers l'arrière. ».

### Dimensions
La longueur totale du corps est de 11 mm ; la longueur de la tête 1 mm ; la longueur du thorax 2,5 mm ; la longueur de l' abdomen 7,5 mm ; la longueur de l'aile 9,5 mm.

### Affinités
L'échantillon Ni 7 rappelle beaucoup Plecia lugens Oustalet (R 1008 de Kleinkems), mais dans ce dernier, l'abdomen est en fuseau, alors que celui-ci a plutôt la forme d'un cône de sapin.

## Biologie
Selon Nicolas Théobald, les Bibionidés sont le genre dominant de la faune entomologique du Sannoisien du Gard. Ces diptères floricoles qui vivent sur des îlots herbeux d'un lac aux eaux calmes et peu profondes ont des larves aquatiques. Toutefois, la disposition variée des couches sédimentaires indique des crues périodiques. L'ensemble a un caractère méditerranéen à affinités subtropicales très prononcées. Le climat est semblable au climat actuel des Indes orientales et du sud de la Chine.

## Galerie
- Espèces fossiles Penthetria longiventris (et P. superba) en 1937 selon N. Théobald, Insectes du Sannoisien du Gard.
- Penthetria longiventris femelle cotype éch. C74 p.133 pl. XI.
- Penthetria longiventris femelle holotype éch. Ni7 p.133 pl. II - Aile et antenne.
- Plecia superba femelle cotype éch. I p.135 pl. XI Inst. Géol. Lyon.
- Plecia superba femelle holotype éch. C72 p.134 pl. II Célas.

- Espèces sœurs vivantes du genre Penthetria.
- Penthetria funebris.
- Penthetria funebris.
- Penthetria funebris - webm : 2 min 33 s.
- Penthetria heteroptera.
- Penthetria heteroptera.

### Publication originale
- [1937] Nicolas Théobald, « Les insectes fossiles des terrains oligocènes de France 473 p., 17 fig., 7 cartes,13 tables, 29 planches hors texte », Bulletin Mensuel de la Société des Sciences de Nancy et Mémoires de la Société des sciences de Nancy, Imprimerie G. Thomas,‎ 1937, p. 1-473 (ISSN 1155-1119 et 2263-6439, OCLC 786027547). .